# هال مارکاریان

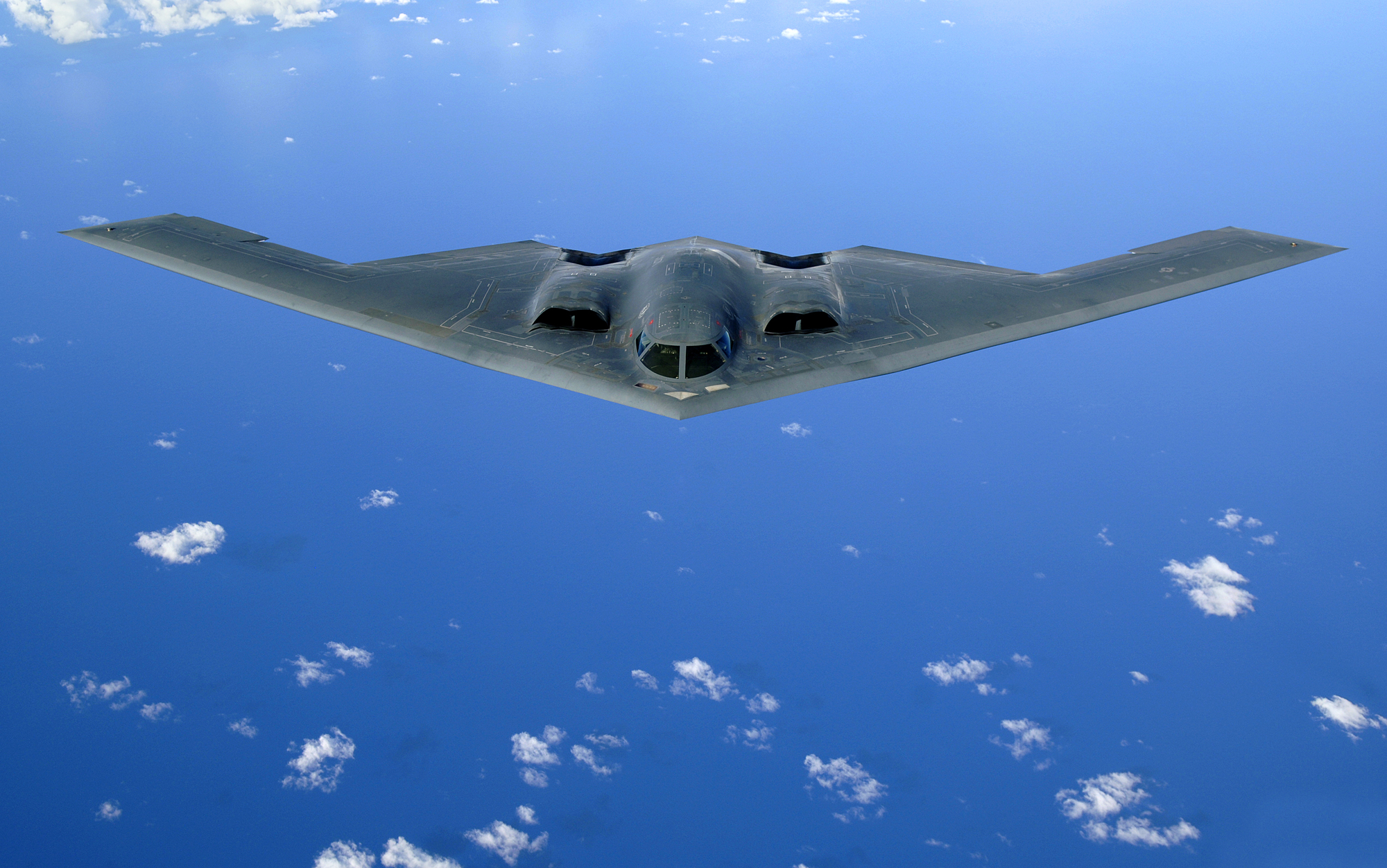

هال مارکاریان (ارمنی: Հել Մարգարյան; انگلیسی: Hal Markarian; زاده ۱۹۲۹ – درگذشته ۲۰۱۲) یک طراح هواپیمایی ارمنی‌تبار اهل ایالات متحده آمریکا بود که با ارائه طرح نورثروپ گرومن بی-۲ اسپیریت شناخته می‌شود. او یک طرحی را ارائه کرد که الهام بخش هواپیمای مدرن بی-۲ بود. امروزه همه هواپیمای بی-۲ از روی طرحی که ماراریانس به تصویر کشید الهام می‌گیرند؛ و اهداف اولیه او را تولید کرده‌اند.